# Мовенко Сергій Олександрович
Мовенко Сергій Олександрович (нар. 1 жовтня 1986, Перевальськ, Перевальський район, Луганська область, УРСР) — український правник, державний службовець.
З вересня 2020 року по 4 листопада 2024 року — перший заступник голови Волинської обласної державної адміністрації.
Керівник Солом'янської районної адміністрації у Києві (з травня 2025).

## Життєпис

### Освіта
У 2008 році здобув ступінь бакалавра права у Міжрегіональна академія управління персоналом. У 2010 закінчив Київський національний економічний університет імені Вадима Гетьмана та отримав ступінь спеціаліста з права.

### Трудова діяльність
Розпочав трудову діяльність у вересні 2008 року в Державній кримінально-виконавчій службі України. З квітня 2013 року до листопада 2015 перебував на посадах рядового та начальницького складу в органах внутрішніх справ України, а до грудня 2019 року служив у Національній поліції України.
Учасник Антитерористична операція на сході України.
З липня по вересень 2020 року працював заступником голови Маневицької районної державної адміністрації.
Від вересня 2020 року по листопад 2024 року займав посаду першого заступника голови Волинської облдержадміністрації. Сергій Мовенко курував питання соціального захисту населення, охорони здоров'я, освіти та інфраструктури в області. Наприклад, він ініціював та лобіює проєкт цифрової трансформації транспортних послуг.

### Діяльність під час повномасштабного вторгнення росії
Під час повномасштабного вторгнення росії в Україну опікувався забезпеченням оборони кордону України з Білорусі, планом евакуації жителів та підприємств прикордонних районів Волині — Ковельського та Камінь-Каширського — в разі вторгнення з боку Білорусі. Був серед посадовців, які з громадськими активістами проводили аудит складів з гуманітарною допомогою з метою уникнення зловживань.
Залучав Волинську область до спільного з ЮНІСЕФ проєкту з забезпечення сімейного догляду для дітей, особливо розлучених із родиною, внутрішньо переміщених та тих, хто втратив батьків.
12 травня 2025 року очолив Солом'янську районну адміністрацію у Києві.

## Відзнаки
- Медаль «За сприяння Збройним силам України» (жовтень 2022).
- Медаль «Хрест пошани» від Державної прикордонної служби України (січень 2024)
- Відзнака командира «За оборону рідного краю» від 100-ї окремої бригади ТРО (січень 2024)
- Відзнака Президента України «За участь в антитерористичній операції» (2016)

## Особисте життя
Одружений, має двох дітей.